# Jocurile Olimpice de vară din 1948
A XIV-a ediție a Jocurilor Olimpice s-a desfășurat la Londra, Marea Britanie în perioada 29 iulie - 14 august 1948.
După o pauză de 12 ani cauzată de cel de-Al Doilea Război Mondial sunt primele Jocuri Olimpice de vară care au loc de la Olimpiada din 1936 de la Berlin. Ceremonia a fost deschisă de regele George al VI-lea al Marii Britanii pe Stadionul Wembley.
Au participat 59 de țări și 4.099 de sportivi care s-au întrecut în 136 de probe din 17 sporturi.
Considerate răspunzătoare pentru declanșarea celui de-al doilea război mondial, Germaniei și Japoniei li s-a interzis să participe. România s-a aflat și ea printre țările care n-au fost prezente, motivul invocat de autorități fiind starea dezastruoasă a economiei naționale, secătuită de război.

## Sporturi olimpice
| - Atletism - Baschet - Box - Caiac canoe - Canotaj | - Ciclism - Echitație - Fotbal - Gimnastică - Haltere | - Hochei pe iarbă - Lacrosse (demonstrativ) - Lupte - Natație - Navigație | - Pentatlon modern - Polo pe apă - Sărituri în apă - Scrimă - Tir |

## Clasamentul pe medalii
La aceste Jocuri Olimpice este pentru prima dată când țara gazdă nu s-a clasat în topul primelor zece țări câștigătoare.
| Jocurile Olimpice 1948 |               |     |        |       |       |
| Poz.                   | Țară          | Aur | Argint | Bronz | Total |
| 1                      | Statele Unite | 38  | 27     | 19    | 84    |
| 2                      | Suedia        | 16  | 11     | 17    | 44    |
| 3                      | Franța        | 10  | 6      | 13    | 29    |
| 4                      | Ungaria       | 10  | 5      | 12    | 27    |
| 5                      | Italia        | 8   | 11     | 8     | 27    |
| 6                      | Finlanda      | 8   | 7      | 5     | 20    |
| 7                      | Turcia        | 6   | 4      | 2     | 12    |
| 8                      | Cehoslovacia  | 6   | 2      | 3     | 11    |
| 9                      | Elveția       | 5   | 10     | 5     | 20    |
| 10                     | Danemarca     | 5   | 7      | 8     | 20    |